# Cenodocus granulosus
Cenodocus granulosus är en skalbaggsart som beskrevs av Francis Polkinghorne Pascoe 1866. Cenodocus granulosus ingår i släktet Cenodocus och familjen långhorningar. Inga underarter finns listade.